# Crisis del telegrama

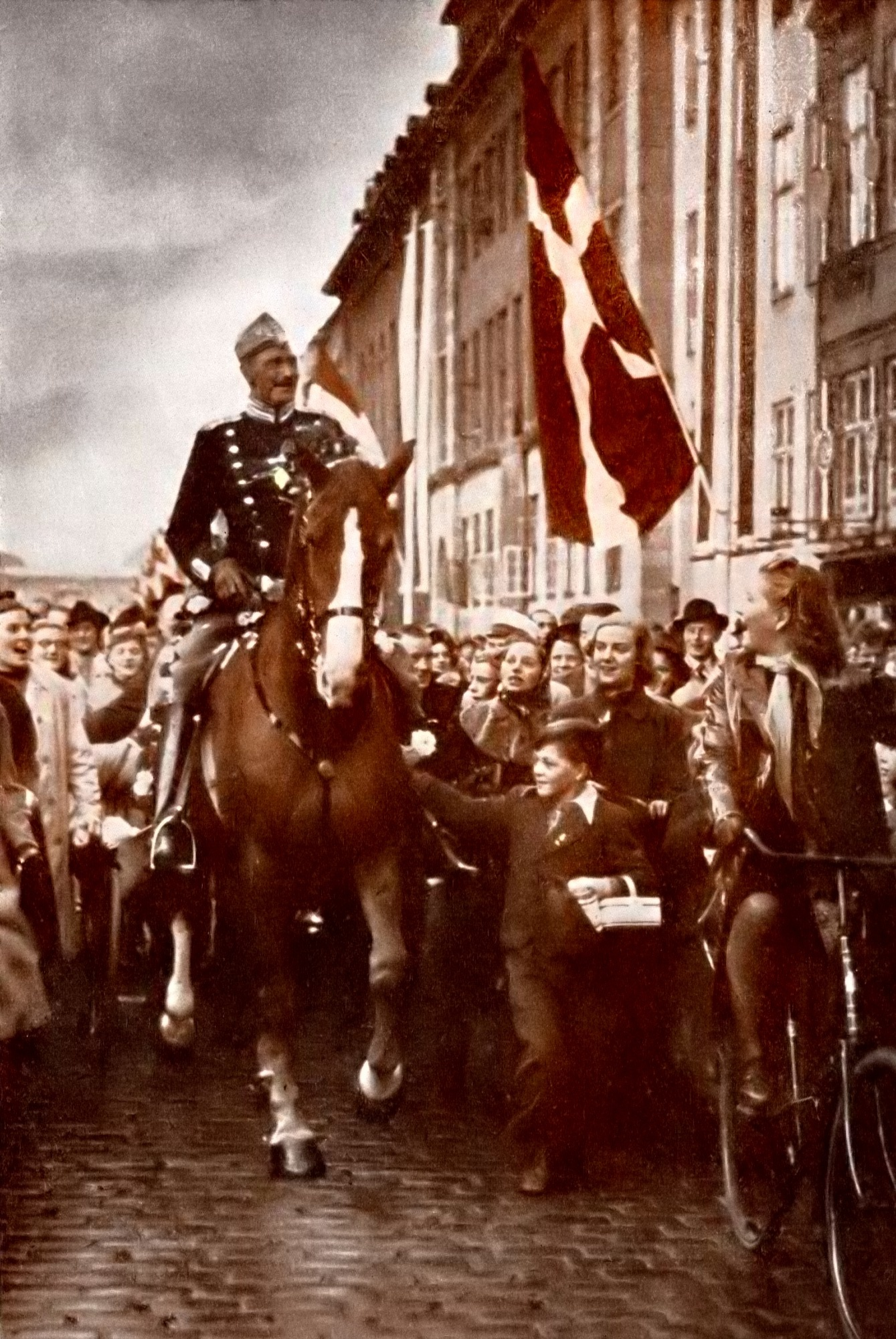
El rey Cristián X cabalgando por Copenhague el día de su 70 cumpleaños, el 26 de septiembre de 1940. La fotografía fue tomada durante la ocupación alemana de Dinamarca.

La crisis del telegrama fue una crisis diplomática entre Dinamarca y Alemania en octubre–noviembre de 1942 durante la ocupación alemana de Dinamarca.
La crisis fue provocada por el texto de un telegrama que el Rey Cristián X de Dinamarca envió a Adolf Hitler como agradecimiento por sus felicitaciones con motivo del 72do cumpleaños del Rey el 26 de septiembre de 1942. El texto fue un breve, Spreche Meinen besten Dank aus. Christian Rex (en español: Le doy mis mejores gracias. Rey Christian).  Hitler, que había escrito una larga carta de felicitación a nivel personal, sintió que la breve contestación del Rey era ultrajante. Hitler también pensó que el Rey mostró una total ingratitud por el respeto que tenía por él.  Este percibido (y sin duda deliberado) desaire ofendió mucho a Hitler y este inmediatamente retiró a su embajador de Copenhague y expulsó al embajador danés de Alemania. Los intentos de aplacar a Hitler, incluyendo la propuesta de enviar al Príncipe de la Corona, futuro Rey Federico IX de Dinamarca, a Berlín para disculparse con Hitler personalmente, fueron rechazadas. 
A principios de noviembre de 1942, el plenipotenciario alemán Cecil von Renthe-Fink fue sustituido por Werner Best, y el comandante de las fuerzas alemanas en Dinamarca Erich Lüdke fue sustituido por el más autoritario general Hermann von Hanneken, y todas las tropas danesas que quedaban fueron enviadas fuera de Jutlandia. La presión alemana también tuvo como resultado la destitución del Gobierno dirigido por Vilhelm Buhl y su reemplazo por un nuevo gabinete dirigido por el político independiente y veterano diplomático Erik Scavenius, quien los alemanes esperaban sería más cooperativo. 
El origen de la crisis no fue solamente el famoso telegrama, sino también el creciente descontento en el mando alemán – y especialmente en Hitler – con la situación en Dinamarca, donde el movimiento de resistencia había empezado a sentirse.